# Conselleria d'Educació, Cultura, Universitats i Ocupació de la Generalitat Valenciana
La Conselleria d'Educació, Cultura, Universitats i Ocupació de la Generalitat Valenciana és una conselleria o departament del Consell de la Generalitat Valenciana creat en la XI Legislatura (2023-2027) que agrupa les competències anteriorment gestionades des d'altres departaments en matèria d’educació, formació professional reglada, ocupacional i contínua, política lingüística (Conselleria d'Educació, Cultura i Esport), promoció cultural, patrimoni cultural (Conselleria de Cultura i Esports), universitats, ciència, investigació (Conselleria d'Innovació, Universitats, Ciència i Societat Digital), intermediació laboral, foment de l’ocupació, cooperativisme i treball (Conselleria d'Economia Sostenible, Sectors Productius, Comerç i Treball).
El juliol de 2024, arran de la remodelació del Consell, incorpora les competències en matèria de cultura que fins al moment estaven gestionades per la Conselleria de Cultura i Esports que va ser dissolta. El departament passa a incorporar en la seua nomenclatura la paraula «Cultura» a continuació de «Educació».
El conseller responsable és José Antonio Rovira Jover (Partit Popular) des de la XI Legislatura.

## Entitats i organismes adscrits
Té adscrits diverses entitats i organismes entre les seues funcions:
- Educació
  - AVAP (Agència Valenciana d’Avaluació i Prospectiva)
- Cultura
  - IVC (Institut Valencià de Cultura)
  - IVAM (Institut valencià d'Art Modern)
  - Palau de les Arts Reina Sofia (Palau de Les Arts, Fundació de la Comunitat Valenciana)
  - Consorci de Museus de la Comunitat Valenciana
  - IVCR+i (Institut Valencià de Conservació, Restauració i Investigació)
  - Biblioteca Valenciana
- Universitats 
  - ISEACV (Institut Superior d'Ensenyaments Artístics de la Comunitat Valenciana)
- Ciència i investigació
  - CIPF (Centre d'Investigació Príncep Felip)
  - ValER (Fundació de la Comunitat Valenciana d'Investigació d'Excel·lència)
- Ocupació
  - Labora (Servei Valencià d'Ocupació i Formació)
  - INVASSAT (Institut Valencià de Seguretat i Salut en el Treball)

## Històric de competències
Les competències relacionades en educació i universitats han estat històricament vinculades a les de cultura en els diferents governs de la Generalitat Valenciana. Només durant el primer, segon i huitè govern preautònomic del Consell del País Valencià va estar activa la conselleria d'Educació i Ciència amb els consellers José Luis Barceló Rodríguez primer (1978-1979) i Amparo Cabanes Pecourt després (1981-1982). També al final de la darrera legislatura (III) dels governs socialistes de Joan Lerma amb Joan Romero de conseller d'Educació i Ciència entre els anys 1993 al 1995 i en l'etapa del president Francisco Camps es va diferenciar durant la VII Legislatura (2007-2011) amb Alejandro Font de Mora al capdavant. És en la VIII Legislatura quan es crea per primera vegada un departament que agrupa les competències educatives, formatives i ocupacionals que va estar activa entre el 2011 i el 2012 amb José Ciscar Bolufer de conseller.
Pel que fa a les competències en ciència, universitat i investigació, han estat vinculades a Educació generalment, a excepció dels diferents moments en què s'han creat departaments expressament per a la gestió d'aquestes polítiques com durant la VI Legislatura amb Justo Nieto com a conseller d'Empresa, Universitat i Ciència entre el 2004 i el 2007. I entre 2019 i 2023 va estar activa la conselleria d'Innovació, Universitats, Ciència i Societat Digital als governs de la darrera legislatura del president Ximo Puig.
Les polítiques en matèria d'ocupació i treball van iniciar-se amb departament propi des del primer govern preautonòmic amb la Conselleria de Treball liderada pels consellers Joan Lerma (1978-1979), Enric Monsonís (1979-1981), Josep Peris (1981) i Ángel Luna (1981-1983). És amb aquest darrer quan les competències s'agreguen a la conselleria de Sanitat. A mitjans de la I Legislatura autonòmica torna a recuperar l'estatus de conselleria i es manté a la II Legislatura amb el socialista Miguel Doménech com a màxim responsable. A la III Legislatura la conselleria passa a denominar-se de Treball i Afers Socials i segueix activa durant la primera meitat de la següent legislatura ja amb el Partit Popular al Consell. A partir d'ací les competències són incorporades a la nova conselleria d'Ocupació, Indústria i Comerç. A la V Legislatura es recupera la Conselleria d'Ocupació amb Rafael Blasco al capdavant, tot i que es torna a dissoldre un any més tard (l'any 2000) i passa a integrar-se en la conselleria d'Economia i Hisenda fins a la VIII Legislatura (2011-2015). Als governs del president socialista Ximo Puig (2015-2019 i 2019-2023) han estat integrades en la conselleria d'Economia Sostenible, Sectors Productius, Comerç i Treball amb el conseller Rafael Climent.

## Llista de conselleres i consellers
| #                                                                 | Legislatura                                             | Nom                                                     | Nom                                                     | Inici mandat                                            | Fi mandat                                               | Partit polític                                          | Partit polític                                          |
| Conselleria d'Educació, Formació i Ocupació (2011-2012)           | Conselleria d'Educació, Formació i Ocupació (2011-2012) | Conselleria d'Educació, Formació i Ocupació (2011-2012) | Conselleria d'Educació, Formació i Ocupació (2011-2012) | Conselleria d'Educació, Formació i Ocupació (2011-2012) | Conselleria d'Educació, Formació i Ocupació (2011-2012) | Conselleria d'Educació, Formació i Ocupació (2011-2012) | Conselleria d'Educació, Formació i Ocupació (2011-2012) |
| ----------------------------------------------------------------- | ------------------------------------------------------- | ------------------------------------------------------- | ------------------------------------------------------- | ------------------------------------------------------- | ------------------------------------------------------- | ------------------------------------------------------- | ------------------------------------------------------- |
| 1                                                                 | VIII                                                    |                                                         | José Císcar Bolufer                                     | 22 de juny de 2011                                      | 2 de gener de 2012                                      |                                                         | PP                                                      |
| 2                                                                 | VIII                                                    |                                                         | Maria José Català Verdet                                | 2 de gener de 2012                                      | 7 de desembre de 2012                                   |                                                         | PP                                                      |
| Dissolta (2012-2023)                                              |                                                         |                                                         |                                                         |                                                         |                                                         |                                                         |                                                         |
| Conselleria d'Educació, Cultura, Universitats i Ocupació (2023- ) |                                                         |                                                         |                                                         |                                                         |                                                         |                                                         |                                                         |
| 3                                                                 | XI                                                      |                                                         | José Antonio Rovira Jover                               | 20 de juliol de 2023                                    | Actualitat                                              |                                                         | PP                                                      |

1. ↑  Incorpora les competències en matèria de Cultura, anteriorment a la Conselleria de Cultura i Esport, amb la remodelació del Consell efectuada el 2024.